# Ukrainisierung

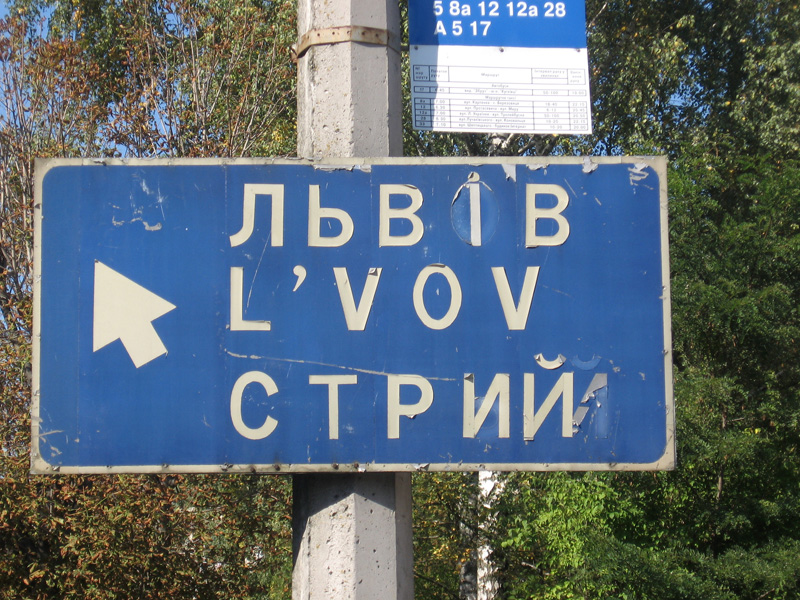
Straßenschild in der Ukraine, an dem die russischen Ortsnamen durch Ukrainische ersetzt wurden; in der lateinischen Umschrift ist hier allerdings die russische Form erhalten geblieben

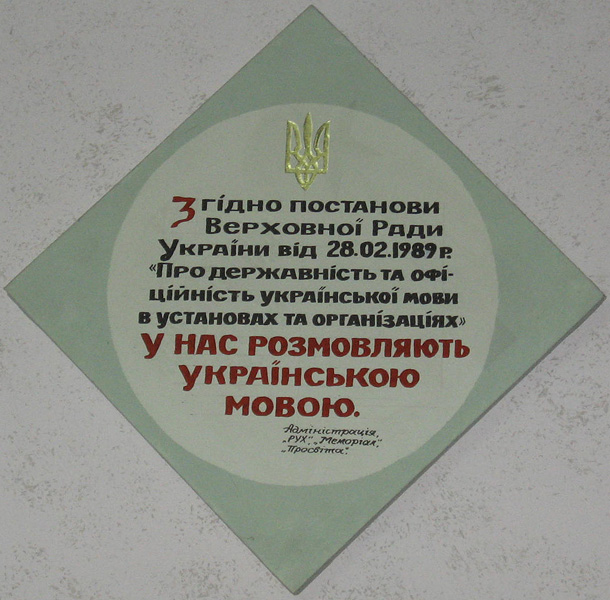
„Wir sprechen ukrainisch“. Tafel an der Poliklinik Lwiw.

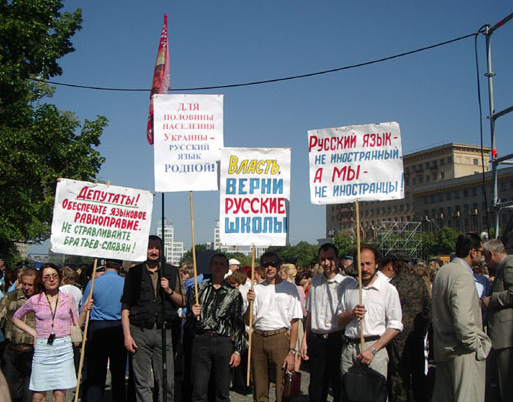
Demonstranten fordern die Anerkennung des Russischen als regionale Amtssprache in Charkiw (2006)

Ukrainisierung (ukrainisch українізація/ukrajinisazija) bezeichnet meist eine von ungesteuerten Transkulturationsprozessen zu unterscheidende Assimilationspolitik und Sprachenpolitik, Maßnahmen des Nation Building oder Maßnahmen zur Ethnisierung, die den Gebrauch der ukrainischen Sprache und mit ihr die Wirkung der ukrainischen Kultur verstärken und erweitern. Zur Zeit der Sowjetunion wechselten mehrere Phasen der Ukrainisierung und teilweise aggressive Russifizierung miteinander ab, die den Zusammenhalt der Sowjetunion und ihre Akzeptanz stärken sollten. Seit dem Konflikt mit Russland ab 2014 hat der Begriff eine neue Komponente gewonnen (Westbindung, Demokratisierung und Abgrenzung zu Russland). Der Ukrainisierung entspricht meist eine Entrussifizierung oder Rückgängigmachung früherer Russifizierungsmaßnahmen. Ukrainisierung ist grundsätzlich mit Minderheitenschutz und der Anerkennung offizieller Zweitsprachen oder Regionalsprachen nach der Europäischen Charta für Minderheiten- und Regionalsprachen vereinbar, kann aber auch den Charakter der Unterdrückung und Diskriminierung von Minderheitensprachen annehmen wie durch die Aufhebung des Mindeheitensprachengesetzes 2012 der Regierung Asarow-Janukovic durch die Regierung Jasenjuk - Turtschinov 2014. 

## Geschichte
Das Territorium der heutigen Ukraine stand seit Jahrhunderten unter dem Einfluss verschiedener Großreiche, zunächst Polen-Litauens, später Österreich-Ungarns und insbesondere Russlands. Die verschiedenen Regionen des heutigen ukrainischen Staates erlebten daher zum Teil lang andauernde Phasen der Polonisierung und später der Russifizierung. Da große Teile im Osten und Süden des Landes zum Russischen Kaiserreich gehörten, waren sie aggressiven Russifizierungsmaßnahmen der zaristischen Regierung ausgesetzt. Zwischenzeitlich war die ukrainische Schriftsprache durch den Emser Erlass im russischen Teil der Ukraine sogar gänzlich verboten.
Vor der Herausbildung der Sprachbezeichnung „Ukrainisch“ wurden sowohl die späteren Ukrainer als Kleinrussen als auch das Ukrainische als „kleinrussische Sprache“ bezeichnet. Kleinrussisch wurde in Meyers Konversationslexikon von 1907 als gegenüber dem Russischen eigenständige standardisierte Mundart mit reichhaltiger Literatur und eigener dialektaler Gliederung eingeordnet.
Eine zwischenzeitliche Blüte erlebte die ukrainische Sprache und Kultur zwischen 1923 und 1931. Im Rahmen der Korenisazija-Politik der Sowjetunion kam es im Gebiet der Ukrainischen SSR zu einer vorübergehenden starken Ukrainisierungsphase. Die Sowjetunion beabsichtigte, die Ukrainer so nachträglich in die Sowjetunion zu integrieren. Die ukrainische Sprache wurde explizit gefördert, die Alphabetisierungsrate stieg stark an, das Schulsystem wurde nahezu vollständig auf Ukrainisch umgestellt und die ukrainische Presse entwickelte sich, auf Grund staatlicher Förderung, in einem nie dagewesenen Ausmaß. Der Einfluss des Russischen wurde gleichzeitig stark zurückgedrängt. Bereits zu dieser Zeit gab es Widerstand gegen die Ukrainisierung, die von ihren Gegnern als diskriminierend und „zu hart“ angesehen wurde.
Seit Beginn der 1930er Jahre kam die Sowjetunion unter Josef Stalin von der Ukrainisierungspolitik wieder ab und favorisierte erneut das Russische gegenüber dem Ukrainischen. Nach einer kurzen Phase in der Tauwetter-Periode um 1960, in der die gesellschaftliche Stellung der ukrainischen Sprache wieder gestärkt wurde, kehrte die politische Führung unter Breschnew wieder zur Förderung des Russischen zurück. Vor allem im Bildungssektor wurde die ukrainische Sprache zurückgedrängt. Ukrainisch war zwar während der gesamten sowjetischen Epoche nominell gleichberechtigt, tatsächlich besaß die Sprache aber nur geringes Prestige, während die Benutzung des Russischen auf allen Ebenen implizit gefördert wurde. Diese Politik änderte sich erst, als 1989 ein Sprachengesetz erlassen wurde, in dem Ukrainisch zur alleinigen Amtssprache erklärt wurde. In der Westukraine, die erst 1939 Teil der Sowjetunion wurde, blieb der Einfluss der ukrainischen Sprache größer.
Als die Ukraine 1991 unabhängig wurde, sprach ein signifikanter Teil der ukrainischen Bevölkerung, namentlich in der Ostukraine, bevorzugt Russisch, einigen Statistiken zufolge tat dies sogar mehr als die Hälfte der Bevölkerung.
Seitdem begann erneut eine Phase der Ukrainisierung, auch in mehrheitlich russischsprachigen Gebieten. Ukrainisch wurde bereits 1991 landesweit verbindliches Prüfungsfach an allen Schulen und Hochschulen, während Russisch kurz darauf als Pflichtfach abgeschafft wurde. Bis 2004 wurden rund zwei Drittel aller russischsprachigen Schulen in ukrainischsprachige Einrichtungen umgewandelt, so dass Russisch im Bildungssystem heute deutlich unterrepräsentiert ist. Der Anteil ukrainischsprachiger Schulen wurde von 45 % im Jahr 1989 auf über 80 % im Jahr 2009 gesteigert. Es wurden Gesetze erlassen, die den Gebrauch des Russischen einschränkten, etwa in Kinos, im Radio und im Fernsehen. 2008 riefen einige Kulturschaffende die Regierung zu einem Boykott auf, um russische Fernsehprogramme gänzlich aus dem Angebot des Kabelfernsehens zu entfernen und stattdessen einheimische Produktionen zu fördern. Die Ukrainisierung des Rundfunks wurde schon 2004–2006 weitgehend mit administrativen Mitteln umgesetzt. Das Rundfunk- und Fernsehgesetz schrieb ausgewogene Quoten und die Untertitelung bzw. Synchronisation nicht-ukrainischer Filme vor.
Die Sprachverhältnisse in der Ukraine verschoben sich seitdem zugunsten des Ukrainischen, wenn auch Russisch bis heute in einigen Regionen der Ukraine die dominierende Sprache ist. In jenen Landesteilen spricht sich eine Mehrheit der Bevölkerung für die Einführung des Russischen als gleichberechtigte zweite Amtssprache aus.
Die Umsetzung führte zu einer politischen Konfrontation. Im Präsidentschaftswahlkampf 2010 nahm der Sprachkonflikt viel Raum ein, danach auch wieder anlässlich der Parlamentswahlen 2012; die Sprache wurde nach Darstellung von Gerhard Simon (2007) sowohl von der Opposition als auch den Regierungsparteien inszeniert und instrumentalisiert, „um auf dem ideologischen Feld Wähler zu mobilisieren“, und „um die zum Teil enttäuschten Stammwähler im Osten und Süden der Ukraine von realen und relevanten Themen abzulenken“; nach einer Umfrage der Stiftung Demokratische Initiative vom 6. Juni 2012 stellte der Status der russischen Sprache für die Bevölkerung auch im Osten der Ukraine eines der geringsten Probleme dar und lag in dieser Umfrage auf Rang 31 von 34 Problemen.
Die Regierung berief sich auf die Europäische Charta der Regional- oder Minderheitensprachen, obschon das Russische kaum eine „allmählich zu verschwinden drohende […] Regional- oder Minderheitensprache“ gemäß der Präambel der Charta ist.
Am 10. August 2012 trat unter der Regierung Wiktor Janukowytschs das neue Sprachgesetz „Zu den Grundlagen der staatlichen Sprachpolitik“ in Kraft. Dieses Gesetz regelte u. a., dass in Gebieten mit einem Anteil von wenigstens 10 Prozent Muttersprachlern einer anerkannten Minderheitensprache diese Sprache zur Regionalsprache erhoben werden kann. Diese Bestimmung führte dazu, dass der russischen Sprache in 13 der 27 Verwaltungseinheiten des Landes ein offizieller Status zugestanden wurde. Daher wurde das neue Gesetz vor allem als Aufwertung der russischen Sprache angesehen. Es wäre auch die Förderung weiterer Minderheitensprachen, darunter Rumänisch, Bulgarisch und Ungarisch, möglich gewesen, doch wurde nie ein entsprechender Entscheid gefällt. Die Debatte und die Abstimmung über das Sprachgesetz im Parlament im Mai 2012 war von Tumulten und Schlägereien begleitet.
Nach der Euromaidan-Revolution beschloss das ukrainische Parlament mit knapper Mehrheit die Aufhebung des Sprachgesetzes. Während der Ukraine-Krise 2014 kam es zu Unruhen im Osten des Landes, so dass Übergangspräsident Oleksandr Turtschynow die Parlamentsentscheidung blockierte und das Gesetz weiterhin in Kraft blieb.
Seit dem Konflikt mit Russland 2014 hat der Begriff eine politische Komponente gewonnen (Westbindung, Demokratisierung und Abgrenzung zu Russland). 
Ukrainisierungsmaßnahmen haben aber nach Aussagen einiger Kritiker auch das Ziel, das Russische aus der Öffentlichkeit zu verdrängen.